# Slieker Film
Slieker Film is het filmtheater van Leeuwarden. Het is sinds 2013 gevestigd aan het Wilhelminaplein. Daarvoor vond het als Filmhuis Leeuwarden jarenlang onderdak in de kelders van De Harmonie, de stadschouwburg van Leeuwarden.

## Geschiedenis
Het voormalig Filmhuis begon als onderdeel van het Fries Filmcircuit op 14 september 1975 met de voorstelling van Ne Touche pas à la femme blanche in het jongerencentrum Hippo in Leeuwarden. Door de inzet van in 1979 opgerichte werkgroep kon vanaf 15 januari 1983 in de sociëteitszaal van het oude gebouw van De Harmonie bijna dagelijks films worden vertoond.
In 1988 ontstonden de eerste plannen voor een nieuwe stadsschouwburg, waar ook ruimte voor het Filmhuis in was meegenomen en zes jaar later kon het vernieuwde pand zijn deuren openen.
Sinds begin 2012 is het filmtheater van Leeuwarden volledig gedigitaliseerd. Het 35mm-tijdperk werd afgesloten met filmklassieker Casablanca als laatste 35mm-vertoning.
Met de komst van een nieuw pand voor het Fries Museum op het Wilhelminaplein is het Filmhuis wederom verhuisd. Op 21 maart 2013 opende het filmtheater officieel zijn deuren onder de nieuwe naam Slieker Film. De organisatie heeft ervoor gekozen om met de verhuizing naar de nieuwe locatie de naam Filmhuis Leeuwarden te veranderen vanwege de bijzondere historische waarde: de film keert terug op het Wilhelminaplein. George Christiaan Slieker vertoonde als eerste Nederlander in 1896 op hetzelfde plein voor het eerst film in zijn bioscooptent “Grand Théatre Edison” op de kermis en trok daarna met zijn reizende bioscoop door de provincie en door het land. Hij is dan ook de boeken ingegaan als de eerste Nederlandse bioscoopondernemer. De opening werd gevolgd door het zesdaagse Nederlands, Vlaams & Fries Filmfestival.

## Aanbod
Het Filmhuis richt zich voornamelijk op arthousefilms, die minder publiek trekken dan mainstream-kaskrakers. Deze films zijn vaak geënt op een meer culturele of artistieke insteek dan het veelal Amerikaanse aanbod van reguliere bioscopen.
Slieker Film heeft drie filmzalen. Een Blauwe Theaterzaal met 80 stoelen, en een Roze en Groene Zaal welke plaats bieden aan 41 mensen.